# ジュールス・メイドフ
ジュールス・メイドフ（Jules Maidoff、1933年5月6日 - ）はアメリカ - イタリアの画家、写真家、美術教育者。

## 経歴
メイドフはニューヨーク州ブロンクス区で育ち、ハイスクール・オブ・アート・アンド・デザインとクーパー・ユニオンで学んだ。 1955年に、ニューヨーク市立大学シティ・カレッジから文学士号を取得した。同大学で修士号を取得する間に、フルブライト・プログラムを得てイタリアに行き、一年後にニューヨークに戻ると、グラフィックデザインの仕事を始める。その後もひんぱんにイタリアを訪れ、1970年にピアーン・ディ・スコに農家を購入した。1973年にはトスカーナに移住し、活動拠点をイタリアに移し、自身のアトリエで美術教育を始めた。1975年にはフルブライト・プログラムとの提携で非営利団体の私立大学スタジオ・アーツ・カレッジ・インターナショナル（通称SACI）を設立し、大学院レベルでの美術教育機関として運営している。

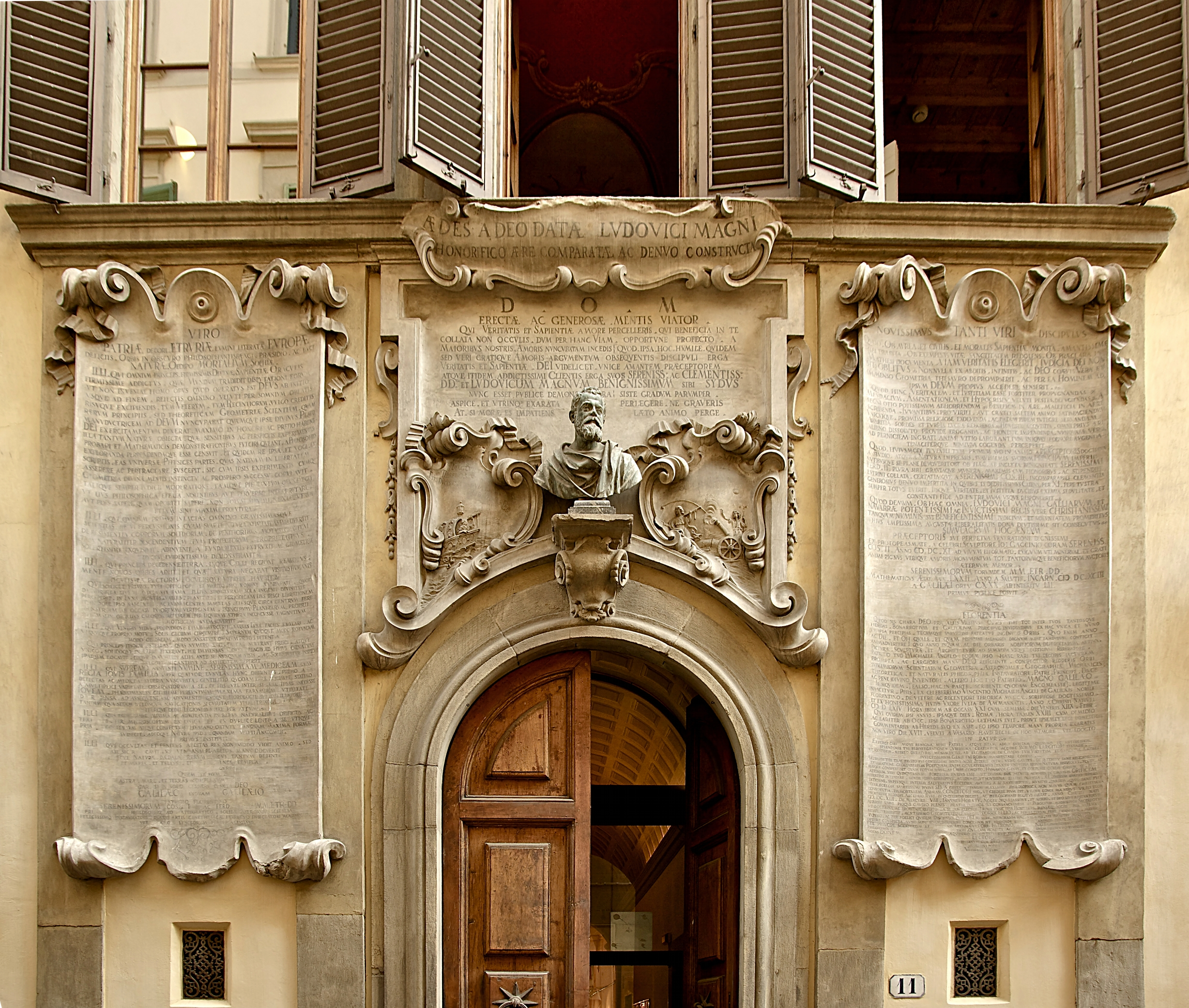
カルテッローニ宮殿のファサード（2011年）

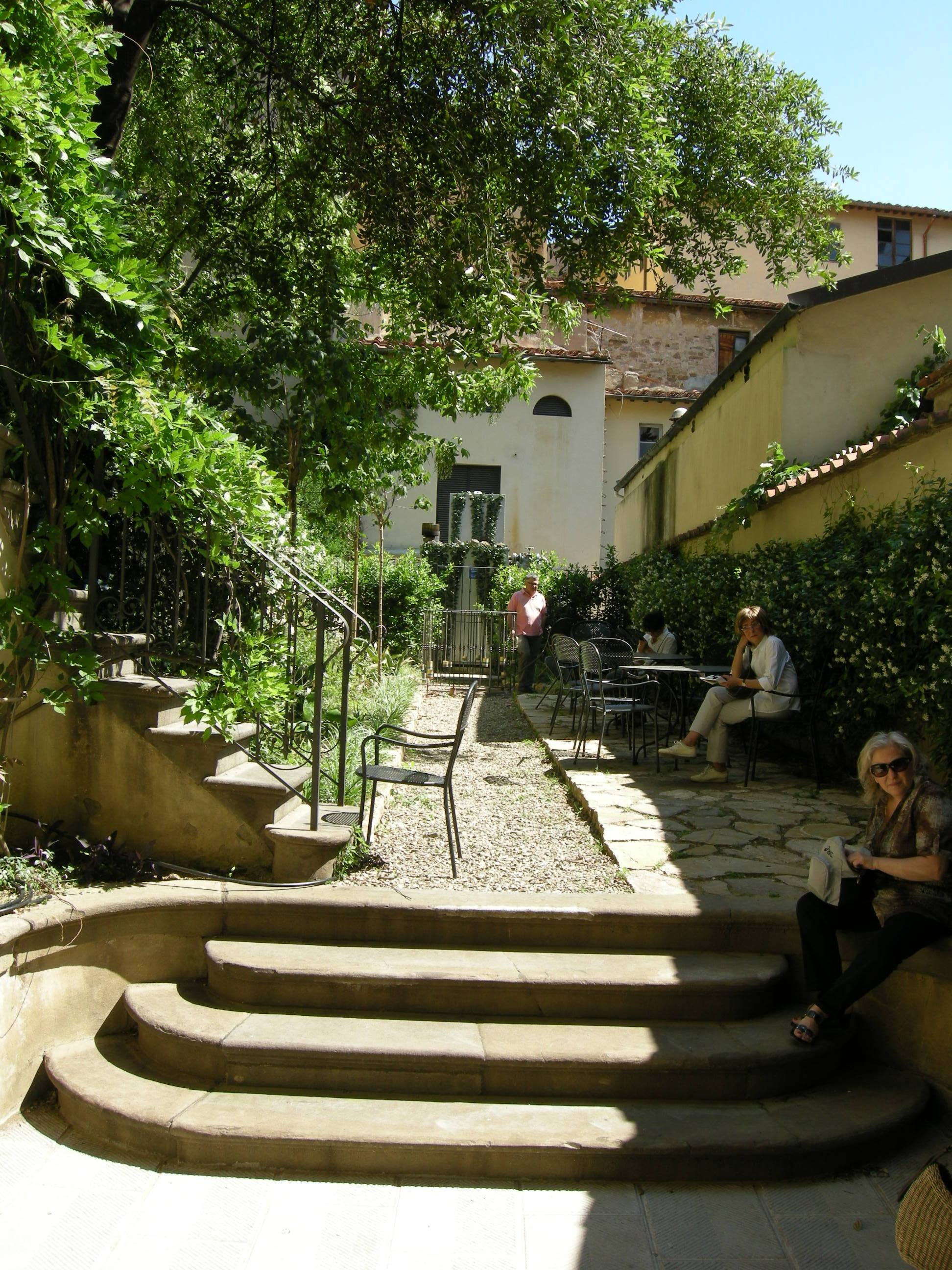
ジュール・メイドフ・パレスの中庭（2011年）

1999年にはフィレンツェの天文学者であるヴィンチェンツォ・ヴィヴィアーニの邸宅であったカルテッローニ宮殿を買い取り、SACIの施設として使用している。2010年には、サンテジディオ通り14番にあったパナトーニ宮殿の建物を使用した「ジュールス・メイドフ・パレス・オブ・ヴィジュアル・アーツ」が美術と建築分野の研究機関としてオープンした 。
2002年にはジュールス・メイドフのイタリアにおける活動ぶりが、娘のナターシャ・メイドフとジラン・スピッツミラーが共同製作したドキュメンタリー映画「ジュールス・メイドフ：あるイタリアのアメリカ人画家」で記録された。

## 作風
彼はユダヤ系という出自と小さい頃にニューヨーク近代美術館とメトロポリタン美術館を訪れた時に絵画の物語的なアプローチに触発されたことに加え、イタリア留学の機会でイタリアの歴史やルネサンス美術に興味を抱いたことで自身の作風が形成された。また、第二次世界大戦中に少年期を過ごしたことで芸術家の社会的責任に目覚め、イタリアで私立大学を設立する契機となった。ジュールス・メイドフの作品は比喩的な表現主義に属し、絵画のみならず版画や陶芸の分野にも及んでいる。彼の作品を収蔵する美術館には、ベルギー王立美術館、ピサのサン・マッテオ国立美術館、ニューヨークのリバーサイド博物館、ローズ・アート美術館、カスカイス・ヴィットーリオ・エマヌエーレ2世財団、レイリア市立博物館などがあり、個人コレクション所蔵者にはイタリア第七代大統領のアレッサンドロ・ペルティーニ、サックラー家の子孫であるエリザベス・サックラー、プリツカー家、コニー・ブリットン、アマリー・ロスチャイルドなどがいる。公的なコレクション以外に身近にメイドフの作品に触れられる媒体として、1960年代の滞米時代に描かれた数多いレコードのジャケット画がある。それらはパンのための仕事であったが、表現主義的なアプローチによる彼の特徴が良くあらわれている。以下に数点を挙げる。
- ショスタコーヴィチ『交響曲第6番』、ゲルマン・ガリーニン『弦楽オーケストラのための組曲』アレクサンドル・ガウク、ニコライ・アノーソフ指揮、ロシア国立交響楽団、アルティア・レコード、ALP-167 1960年
- カントループ『オーヴェルニュの歌』全五集 ネタニア・ダヴラツ（ソプラノ）、ピエール・デ・ラ・ロッシュ、ガーション・キングスレイ指揮による管弦楽伴奏、ヴァンガード・レコード、1961年から1966年にかけて断続的に録音※オック語による歌唱版
- ワーグナー『管弦楽作品第二集』ハンス・クナッパーツブッシュ指揮、ミュンヘン・フィルハーモニー管弦楽団、ウェストミンスター・レコード、WST-17065 1962年
- ピーター・シックリー『P. D. Q. バッハ作品集』ホルヘ・メスター指揮、室内管弦楽団、ヴァンガード・レコード、VSD-79195 1965年